# Ovens (Cork)
Ovens (en gaèlic irlandès Na hUamhanna) és una vila al comtat de Cork, a la província de Munster, adjacent a la vila de Ballincollig. El cens de 2006 indica una població de 1.703 amb un increment del 62,1% des del cens de 2002.